# 貝蘭巴盧爾縣

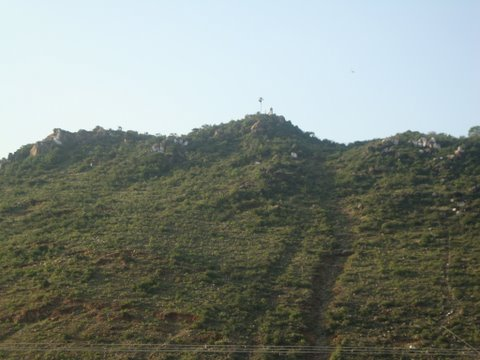

貝蘭巴盧爾縣是印度的一個縣，位於該國南部，由泰米爾納德邦負責管轄，面積1,752平方公里，每年平均降雨量908毫米，識字率為65.88%，2011年人口564,511，人口密度每平方公里322人。

## 外部連結
- Perambalur District （页面存档备份，存于）